# لیو چی لوک
لیو چی لوک (انگلیسی: Lau Chi Lok؛ زادهٔ ۱۵ اکتبر ۱۹۹۳) بازیکن فوتبال است.
از باشگاه‌هایی که در آن بازی کرده‌است می‌توان به باشگاه فوتبال هنگ کنگ رنجرز اشاره کرد.